# Copris bihamatus
Copris bihamatus là một loài bọ cánh cứng trong họ Bọ hung (Scarabaeidae).